# Poženik
Poženik je naselje v Občini Cerklje na Gorenjskem.